# Fascia
Fascia – miejscowość i gmina we Włoszech, w regionie Liguria, w prowincji Genua.
Według danych na rok 2004 gminę zamieszkiwały 122 osoby, 12,2 os./km².